# Gerry Studds

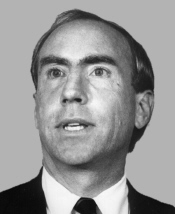
Gerry Studds

Gerry Eastman Studds (* 12. Mai 1937 in Mineola, New York; † 14. Oktober 2006 in Boston, Massachusetts) war ein US-amerikanischer Politiker und von 1973 bis 1997 Abgeordneter der Demokraten aus Massachusetts im Repräsentantenhaus der Vereinigten Staaten. Studds war der erste offen homosexuelle Abgeordnete im Kongress.

## Biographie
Studds stammt von Elbridge Gerry, dem ehemaligen Gouverneur von Massachusetts, ab. Seine Eltern waren Gerry Eastman Studds, ein Architekt, und Beatrice Murphy. Studds hat einen Bruder, Colin, und eine Schwester, Gaynor. Er besuchte die Yale University, wo er 1959 ein Bachelor degree und 1961 ein Master degree in Geschichte erhielt.
1983 erklärte er öffentlich, dass er 1973 eine sexuelle Affäre mit einem 17-jährigen Pagen des Repräsentantenhauses hatte und wurde vom Kongress hierfür gerügt („Censure“). Studds wurde nach der Rüge sechs weitere Male als Abgeordneter in den Kongress wiedergewählt, zuletzt 1994. 1991 zog er mit Dean T. Hara zusammen, den er später heiratete.
Nach dem beruflichen Abschied aus dem Kongress 1997 arbeitete Studds als Lobbyist für die Fischereiindustrie in den Vereinigten Staaten (unter anderem für das New Bedford Oceanarium). Studds heiratete Hara am 24. Mai 2004 in Boston, eine Woche nachdem die gleichgeschlechtliche Ehe in Massachusetts legalisiert wurde. Nach seinem Tod wurde die Hinterbliebenenpension, die den Ehepartnern von verstorbenen ehemaligen Kongressabgeordneten zustünde, Hara vorenthalten, aufgrund des Defense of Marriage Act. Als Folge erhob Hara gegen die Bundesregierung Klage.